# Nomia elegans
Nomia elegans är en biart som beskrevs av Smith 1857. Nomia elegans ingår i släktet Nomia och familjen vägbin. Inga underarter finns listade i Catalogue of Life.